# Jose Luis Rodriguez Pitti
Jose Luis Rodriguez Pitti (Panama, 29 marzo 1971) è un artista, romanziere e poeta panamense.

## Opere
- Crónica de invisibles (1999);
- Sueños urbanos (2008);
- Panama blues (2010);
- De diablos, diablicos y otros seres de la mitología panameña (2010);
- Reggae child (2010);
- Cuadernos de Azuero (2010);
- El camino de la cruz (2010);
- Principios de simulación de redes neuronales (2012);
- Visión de máquina (2012)